# Dietrich von Choltitz
Dietrich Hugo Hermann von Choltitz (ur. 9 listopada 1894 w Łące Prudnickiej, zm. 5 listopada 1966 w Baden-Baden) – niemiecki wojskowy w stopniu generała piechoty (General der Infanterie), wojenny gubernator Paryża w czasie II wojny światowej. Służył w Wehrmachcie (siłach zbrojnych) III Rzeszy, a także w Reichswehrze Republiki Weimarskiej i Armii saskiej podczas I wojny światowej.
Zasłynął jako „Zbawca Paryża”, za sprzeciwienie się wykonaniu rozkazu Adolfa Hitlera, który nakazywał zniszczenie miasta, za co in absentia został skazany na karę śmierci, niewykonaną z uwagi na fakt znajdowania się w niewoli. Choltitz twierdził, że jego sprzeciw wobec bezpośredniego rozkazu Hitlera wynikał z jego daremności militarnej, a także z przywiązania do historii i kultury francuskiej stolicy oraz przekonania, że Hitler oszalał, natomiast niektóre źródła wskazują, że miał on niewielką kontrolę nad miastem z powodu szybkiego wybuchu walk w jego rejonie i braków w wyposażeniu niemieckiego garnizonu, przez co nie mógł wykonać rozkazu.

## Dzieciństwo i kariera przedwojenna

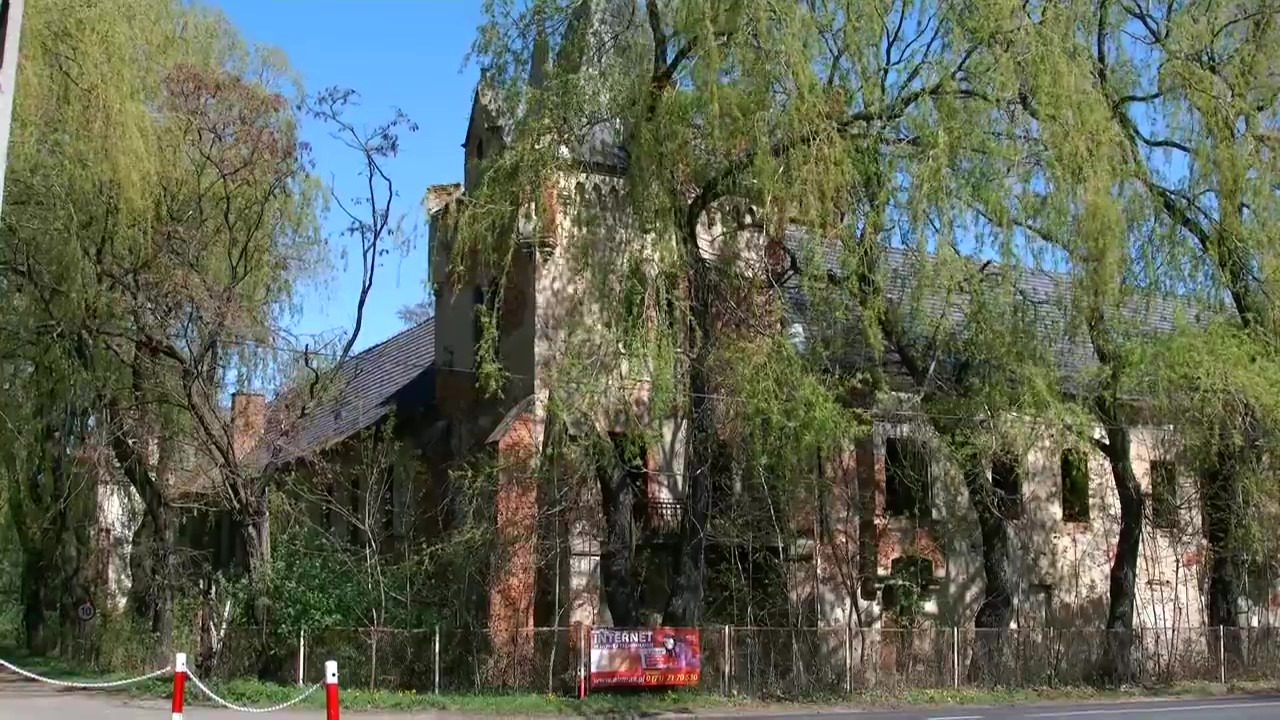
Ruiny rodzinnego zamku w Łące Prudnickiej

Urodził się w rodzinnym zamku w Łące Prudnickiej koło Prudnika jako syn pruskiego majora Hansa von Choltitz (1865–1935) i jego żony Gertrudy von Rosenberg. Jego wuj Hermann von Choltitz był landratem powiatu prudnickiego (Landkreis Neustadt O.S.).
Mając 13 lat został wysłany przez swojego ojca do szkoły wojskowej w Dreźnie.

### I wojna światowa
Dołączył do 8 Pułku Piechoty im. Jana Jerzego armii saskiej kilka miesięcy przed rozpoczęciem I wojny światowej. Jego jednostka służyła na froncie zachodnim. Walczył, między innymi, w I bitwie nad Marną, I bitwie pod Ypres, bitwie nad Sommą i bitwie pod St. Quentin. Rok po dołączeniu do oddziału awansował na lejtnanta i został adiutantem jego trzeciego batalionu.

### Lata międzywojenne
Po zakończeniu I wojny światowej wrócił do Prudnika, gdzie 20 sierpnia 1929 poślubił Hubertę (1902–2001), córkę generała kawalerii Otto von Garniera. Mieli oni dwie córki – Marię Angelikę (ur. 1930) i Annę Barbarę (ur. 1936), i jednego syna Timo (ur. 1944).
Pozostał w Reichswehrze po utworzeniu Republiki Weimarskiej. Został kapitanem kawalerii w 1929. W 1937 został awansowany na stopień majora i stał się dowódcą 16 Pułku Piechoty „Oldenburg”, który wchodził w skład 22 Dywizji Piechoty. W 1938 awansował na podpułkownika. Brał udział w okupacji Kraju Sudetów.

## II wojna światowa

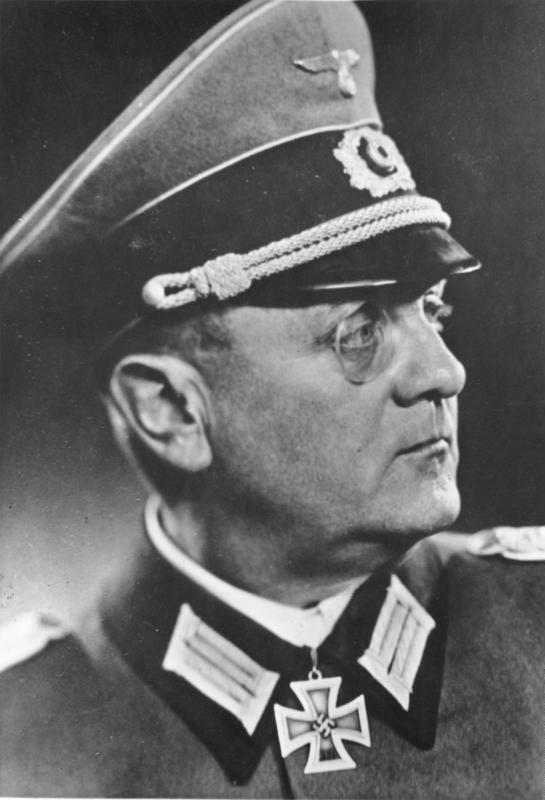
Choltitz w 1940

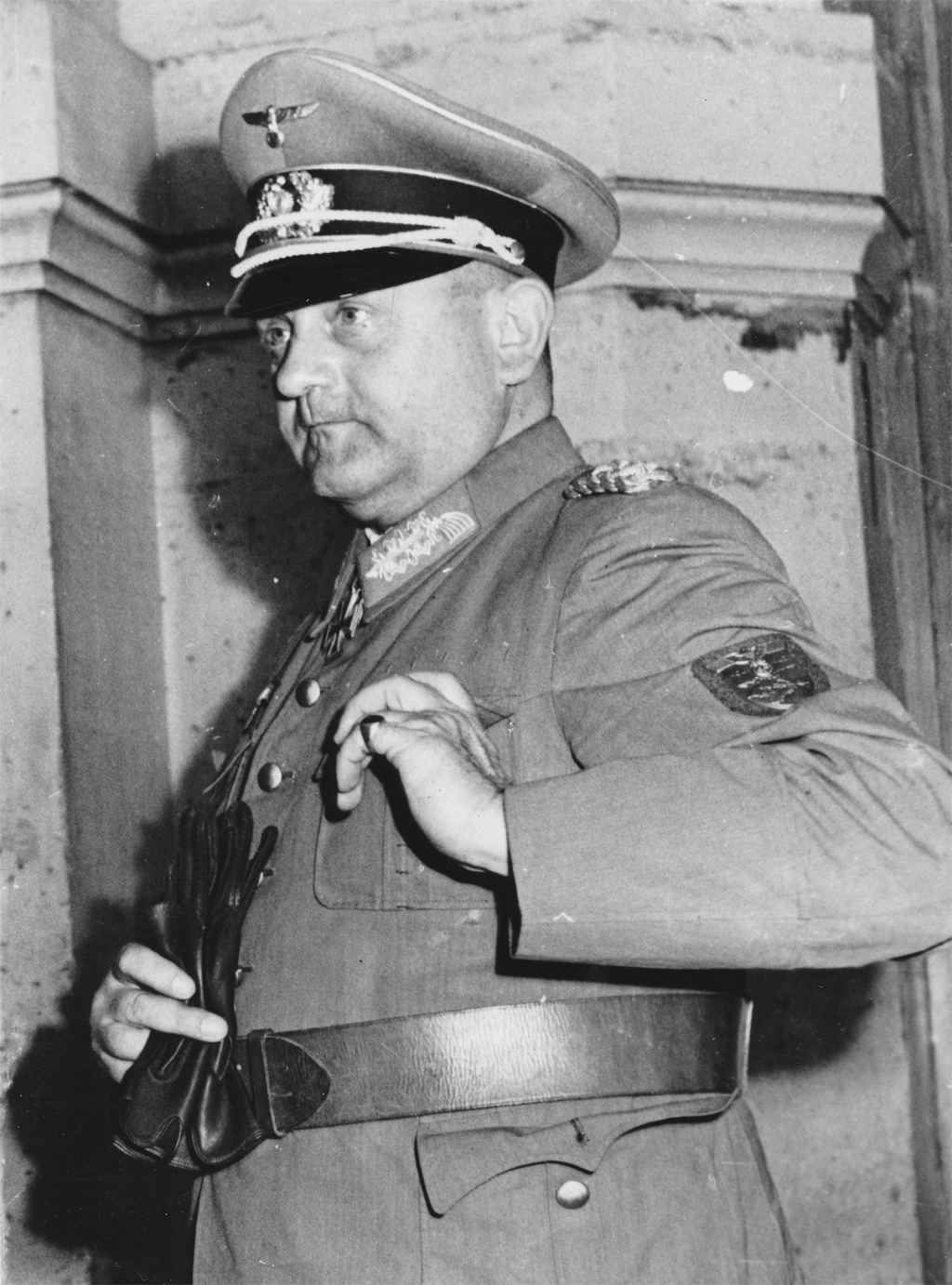
Choltitz w 1942

### Kampania wrześniowa
Jako dowódca batalionu uczestniczył w ataku na Polskę. Walczył pod Łodzią i nad Bzurą, gdzie został ranny.

### Kampania holenderska
W maju 1940 brał udział w walkach o Rotterdam przeprowadzając desant na miasto i zajmując jego najważniejsze mosty. Po bombardowaniu Rotterdamu, podczas dyskusji z Holendrami o warunkach kapitulacji ich sił w Rotterdamie, generał porucznik Kurt Student został postrzelony w głowę. Student był lubiany wśród swoich żołnierzy, i gdy niemiecka armia zamierzała przeprowadzić egzekucję na poddających się holenderskich oficerach w odwecie, Choltitz interweniował i zapobiegł tej masakrze. Za swoje akcje w walkach o Rotterdam otrzymał Krzyż Rycerski Krzyża Żelaznego.

### Atak Niemiec na ZSRR
Po rozpoczęciu operacji Barbarossa, oddział Choltitza atakował z Rumunii jako część Grupy Armii Południe na odcinku ukraińskim. Jako część 11. Armii Ericha von Mansteina walczył podczas oblężenia Sewastopola. Podczas walki liczba jego żołnierzy została zredukowana z 4,800 do 349, a sam Choltitz został raniony w ramię. Krótko po tym został awansowany na generała majora i został dowódcą 260 Dywizji Piechoty w 1942. Następnego roku awansował na stopień generała porucznika i dowodził 11 Dywizją Pancerną, którą kierował podczas bitwy na łuku kurskim.

### Kampania włoska
Marcem 1944 Choltitz został przeniesiony do Włoch, gdzie dowodził LXXVI Korpusem Pancernym i brał udział w operacji Shingle. W czerwcu tego samego roku przeniesiono go na front zachodni i przejął dowództwo nad LXXXIV Korpusem Armijnym, którym kierował przeciwko aliantom podczas operacji Overlord.

### Paryż 1944

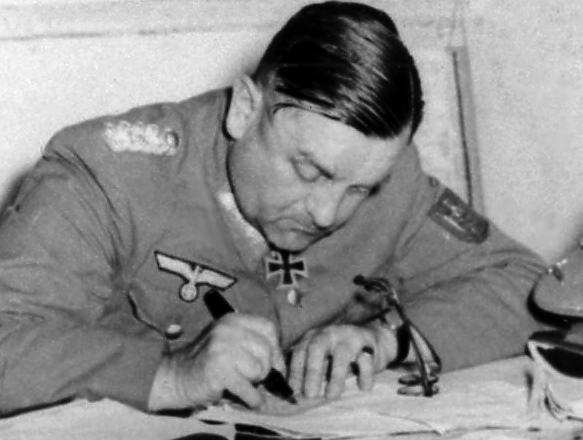
Choltitz podpisujący kapitulację niemieckich sił w Paryżu

1 sierpnia 1944 Choltitz został awansowany na stopień generała piechoty. 7 sierpnia został mianowany dowódcą wojskowym (Wehrmachtbefehlshaber) niemieckiego garnizonu Paryża. Za swoją siedzibę objął Hotel Meurice na Rue de Rivoli. Adolf Hitler rozkazał mu utrzymanie miasta za wszelką cenę oraz przygotowanie do wysadzenia w mieście wszystkich mostów na Sekwanie oraz ważniejszych budowli. Choltitz zaniepokojony sytuacją zastaną w mieście oraz nie mając zaufania do lojalności francuskiej policji, rozkazał ją rozbroić. Akcja ta zaplanowana została na 13 sierpnia stała się katalizatorem wybuchu powstania w Paryżu.
Już 20 sierpnia Choltitz w rozmowie telefonicznej ze swoim znajomym Hansem Speidlem wyjawił mu, że w pierwszej kolejności zamierza wysadzić w powietrze Łuk Triumfalny, budynek opery, wieżę Eiffla oraz inne paryskie zabytki. Do swojej dyspozycji Niemcy mieli dużo materiałów wybuchowych w tym m.in. ogromny magazyn torped przeznaczonych dla okrętów podwodnych Kriegsmarine, który znajdował się w Saint-Cloud niedaleko Paryża.
23 sierpnia 2 Dywizja Pancerna Wolnych Francuzów znajdowała się w okolicach Ramboulliet około 35 km od południowo-zachodnich przedmieść Paryża. Leclerc podzielił dywizję na trzy grupy taktyczne pod dowództwem pułkowników Langlade’a, Dio i Billotte’a i rano 24 sierpnia o godz. 6.30 pchnął je na pomoc powstańcom. Tego samego dnia o godzinie 21.00 czołowy oddział dywizji pod dowództwem kapitana Dronne (pluton Hiszpanów na transporterach opancerzonych oraz trzy czołgi) wjechał do miasta od strony 14. dzielnicy, przekroczył Sekwanę po Pont d’Austerlitz i około północy dotarł pod ratusz, położony zaledwie kilkaset metrów od kwatery głównej Choltitza. 25 sierpnia rano dołączyła do niego reszta dywizji i wraz z członkami Résistance rozpoczęła oczyszczać miasto ze stawiających wciąż opór Niemców. Po południu do walki wkroczyli również Amerykanie. Choltitz skapitulował i do godziny 19.00 walki ustały. Kapitulację przyjęli gen. Leclerc oraz pułkownik Rol-Tanguy. Choltitz in absentia został skazany przez niemiecki sąd wojskowy w Berlinie na karę śmierci, niewykonaną z uwagi na fakt znajdowania się w niewoli. Do wiosny 1947 pozostawał w niewoli alianckiej.

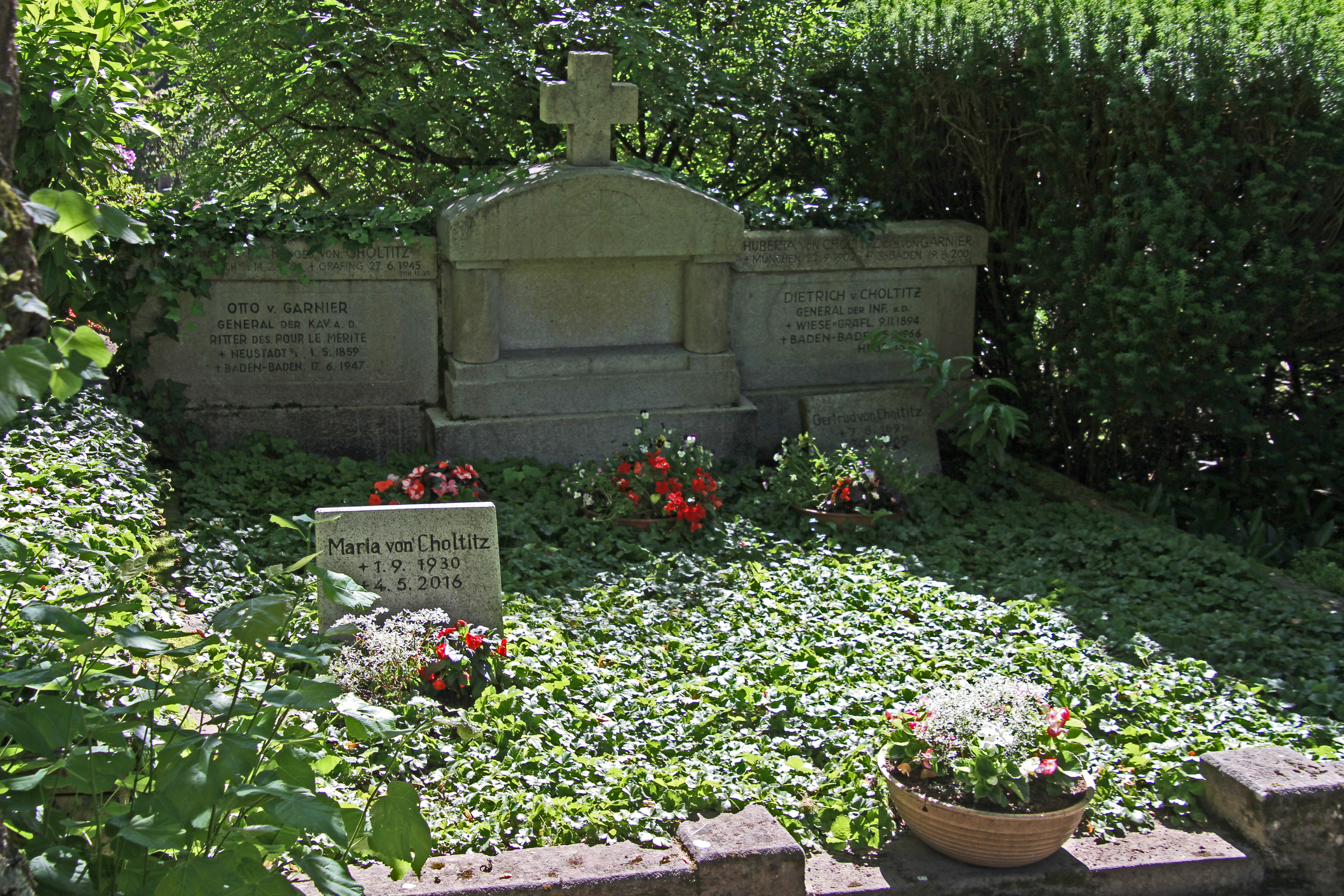
Grób Dietricha von Choltitza i Ottona von Garniera w Baden-Baden

Był ostatnim przed 1945 rokiem właścicielem zamku w Łące Prudnickiej, który w 2006 roku został zlicytowany przez komornika. Jego syn, Timo podczas swojej wizyty w Prudniku bezskutecznie próbował odzyskać ów zamek.

## Odznaczenia
Za działania przeciw broniącym się przed niemiecką agresją wojskom i na terenach okupowanych wielokrotnie awansowany i odznaczany niemieckimi orderami i orderami sojuszników III Rzeszy. Otrzymał Krzyż Żelazny I i II klasy, Order Wojskowy św. Henryka (26 grudnia 1917), Krzyż Rycerski Orderu Albrechta II Klasy z mieczami, srebrną Odznakę za Rany (1918), Krzyż Honorowy Kombatanta 1918, Medal Pamiątkowy 1 października 1938, Wehrmacht-Dienstauszeichnung I i IV klasy, Krzyż Żelazny I i II klasy, złotą Odznakę za Rany (1939), odznakę piechoty, Krzyż Rycerski (18 maja 1940), złoty Krzyż Niemiecki (8 stycznia 1942), Tarczę Krym (1942), Krzyż Oficerski Orderu Gwiazdy Rumunii z mieczami (1943), Order Michała Walecznego III klasy (maj 1943).